# Ptecticus bilobatus
Ptecticus bilobatus är en tvåvingeart som beskrevs av Rozkosny och Kovac 1998. Ptecticus bilobatus ingår i släktet Ptecticus och familjen vapenflugor. Inga underarter finns listade i Catalogue of Life.